# Вільям Шройф
Вільям Шройф (словац. Viliam Schrojf, 2 серпня 1931, Прага — 1 вересня 2007, Братислава) — чехословацький футболіст, воротар. Срібний призер чемпіонату світу 1962 року, визнаний кращим воротарем турніру.

## Клубна кар'єра
Вільям Шройф народився у Празі, та розпочав займатися футболом у юнацькій команді «Адміра-ХІІІ». У 1952—1954 роках він грав у армійській команді «Кржидла власті» з міста Оломоуць, яка стала його першою командою майстрів. У 1955 році Шройф став гравцем команди «Слован» із Братислави, яка в цьому ж році стала чемпіоном Чехословаччини. Грав за братиславський клуб протягом десяти років, був основним голкіпером команди. У 1965 році перейшов до кошицького «Локомотива». Після півтора року виступів у цьому клубі Вільям Шройф грав у мельбурнському клубі «Славія», у якому виступали уродженці Чехословаччини. У 1969—1973 роках Шройф грав в австрійському клубі «Ферст Вієнна», у якому завершив виступи на футбольних полях.

## Виступи за збірну
Ще в 1953 році Вільям Шройф розпочав виступи за збірну Чехословаччини, був у її складі на чемпіонатах світу 1954 і 1958 років, а також на чемпіонату Європи 1960 року, на якому чехословацька збірна здобула бронзові нагороди. На чемпіонаті світу 1962 року у Чилі Шройф був основним воротарем команди. і саме часто завдяки його вдалій грі чехословацька збірна дійшла до фіналу турніру. Проте в самому фіналі проти збірної Бразилії воротар припустився двох помилок, що коштувало його команді програного матчу. Щоправда, пізніше мас-медіа повідомили, що причиною одного із пропущених голів чехословацької збірної стало те, що воротаря просто осліпило яскраве сонце. Але, незважаючи на невдалу гру у фінальному матчі, Вільям Шройф визнаний кращим воротарем чемпіонату світу 1962 року. Надалі Шройф грав у складі збірної ще до 1965 року, проте чехословацька збірна більше не потрапляла на великі міжнародні офіційні турніри. Усього Вільям Шройф зіграв у складі чехословацької збірної 39 матчів.

## Після закінчення футбольної кар'єри
Після закінчення виступів на футбольних полях Вільям Шройф з 1973 до 1977 року працював граючим тренером австрійської команди «Кіттзеє». Після завершення спортивної кар'єри жив у Братиславі. У 2003 році УЄФА включила Шройфа до списку кращих гравців другої половини ХХ століття. Помер Вільям Шройф 1 вересня 2007 року в Братиславі, причина смерті колишнього воротаря збірної Чехословаччини залишилась невідомою.

## Досягнення
- 2 місце на чемпіонаті світу (1):

1962
- 3 місце на чемпіонаті Європи (1):

1960
- Чемпіон Чехословаччини: 1955
- Володар Кубка Чехословаччини: 1962, 1963